# Goldküste (Schweiz)

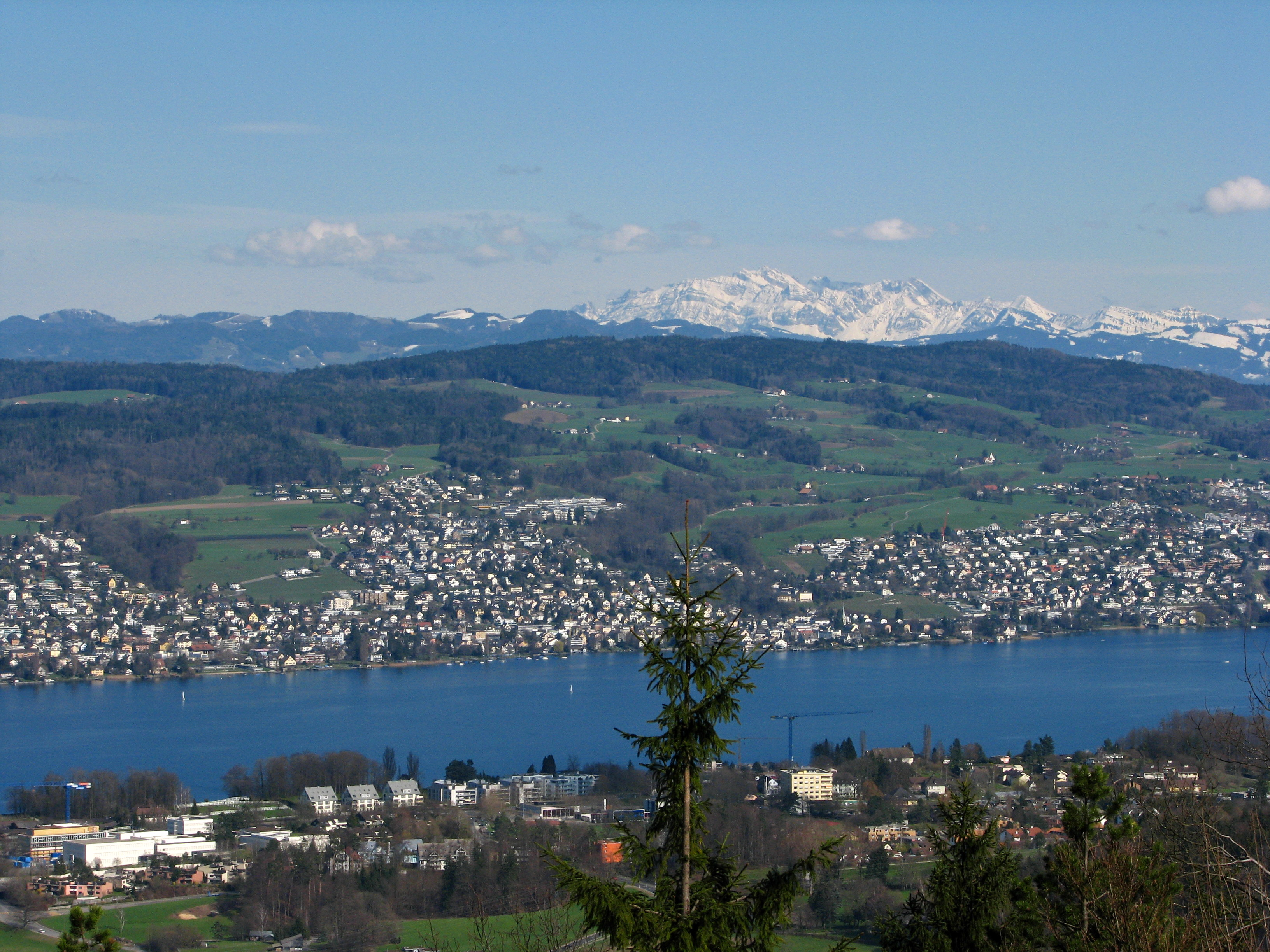
Blick nach Osten auf Erlenbach und Herrliberg am rechten Zürichseeufer, bekannt als Goldküste

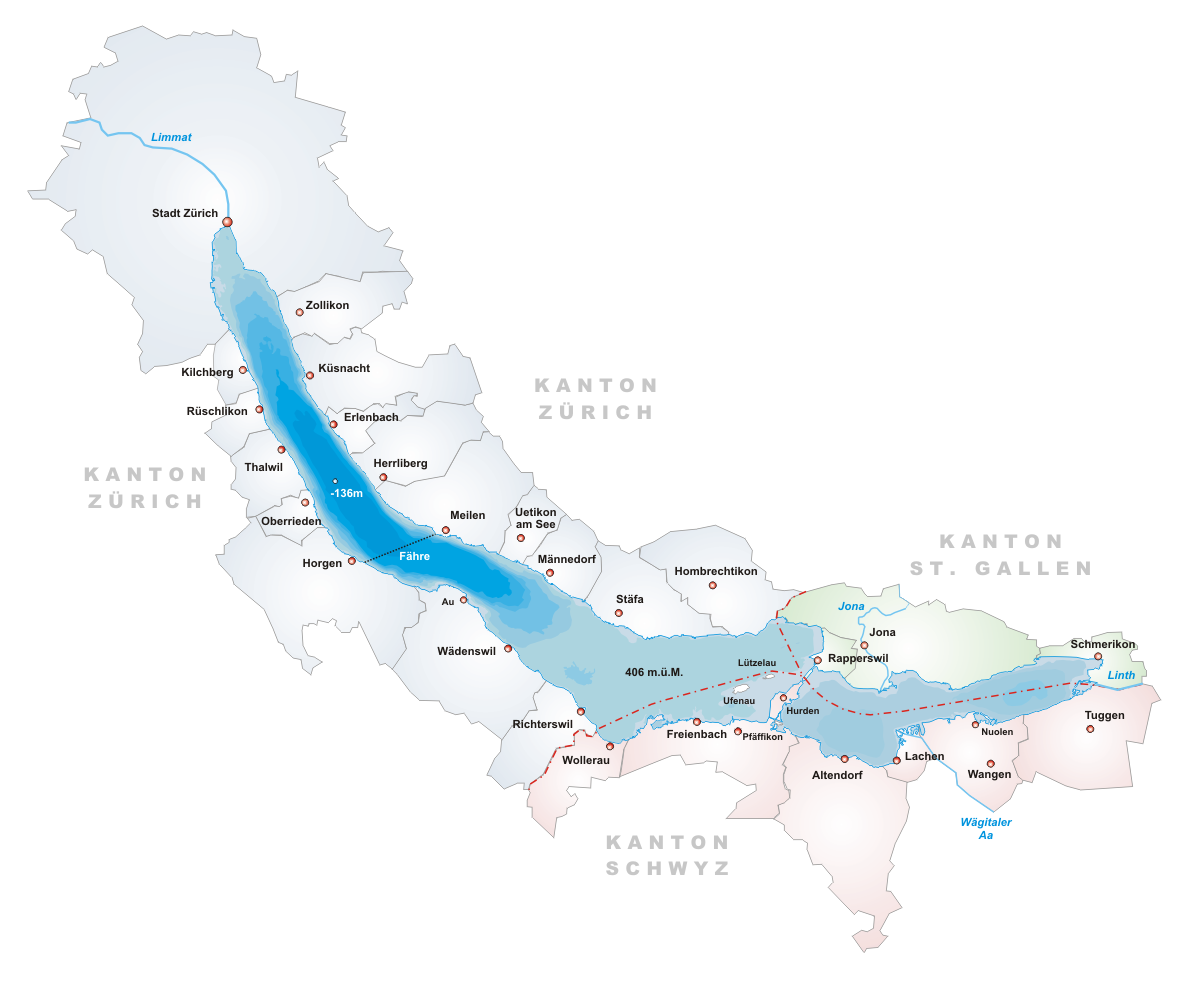
Gemeinden am Zürichsee

Als Goldküste wird in der Schweiz umgangssprachlich ein Teil des östlichen Zürichseeufers bezeichnet. Dazu zählen die politischen Gemeinden Zollikon, Zumikon, Küsnacht, Erlenbach, Herrliberg, Meilen, Uetikon am See, Männedorf und Stäfa. Sie alle liegen im Bezirk Meilen. Manchmal wird auch das ganze östliche Zürichseeufer als Goldküste bezeichnet.

## Name
Auch wenn am unteren Teil des rechten Ufers «Gold» in verschiedenen Kombinationen erscheint (Goldhalde in Zollikon, Goldbach als Dorfteil von Küsnacht, die Guldenen bei der Forch), ist der umgangssprachliche Übername Goldküste kürzlichen Datums. Er entstand um die Mitte des 20. Jahrhunderts und bezog sich zunächst auf die topographische Lage der betroffenen Landgemeinden, später auf die wohlhabenden Einwohner und das hohe Steuereinkommen.

## Region
Die Region auf der «Sonnenseite» des Zürichsees erhielt ihren Spitznamen in Gegensatz zur «Pfnüselküste», dem schattigeren linken Zürichseeufer. Die besonders gut besonnten südwestlichen Hänge des Pfannenstiels waren vom Mittelalter bis Anfang 20. Jahrhundert durch den Weinbau geprägt. Die ursprünglich ländlichen, seeanstossenden Gebiete auf beiden Seiten des Zürichsees gelten heute als wohlhabend. Die Gemeinden weisen eine hohe Anzahl in Zürich und Umgebung tätiger Expatriates auf. Die anhaltend intensive Bautätigkeit ist überhöhten Bodenpreisen und dem Ruf nach städtischen Strukturen («Verdichtung») geschuldet. Der teils tiefe Steuerfuss geht mit hohen Immobilienpreisen einher.
Die rechtsufrige Bahnlinie von Zürich nach Rapperswil wird umgangssprachlich auch als «Goldküstenexpress» bezeichnet, analog zur «Frida Bünzli», der Forchbahn Richtung Zollikerberg. Am 26. Mai 1968 begann dort mit dem Betrieb von ungewöhnlich weinroten schnellen «Mirage»-Triebwagenkompositionen die Vorgeschichte zur 1990 eröffneten Zürcher S-Bahn.
Das gegenüberliegende linke Zürichseeufer, das durch seine Topografie und die nordöstliche Ausrichtung am frühen Abend, vor allem im Winter, oft schon im Schatten der eigenen Berge liegt, während das rechte Zürichseeufer noch von der Abendsonne beschienen wird, bekam in der ersten Hälfte des 20. Jahrhunderts den Übernamen Pfnüselküste.
Der aus Meilen stammende Lehrer Fritz Zorn (1944–1976) setzte sich in seinem autobiografischen Buch Mars kritisch mit dem wohlhabenden Goldküsten-Milieu auseinander, in dem er aufgewachsen war.